# Yinosteus major
Yinosteus major — вид панцирних риб ряду Артродіри (Arthrodira). Вид існував у девонському періоді. Скам'янілі рештки риби знайдено у морських відкладеннях формування Юченг поблизу міста Вудінг у провінції Юньнань у Китаї. У загальній анатомії, вид дуже схожий на європейські роди Heterosteus та Herasmius, хоча і відрізняється від них меншим розміром, формою потиличної пластини, і іншими пропорціями тіла.